# Сабор ловаца Србије и Златиборска хајка на вука
Сабор ловаца Србије и Златиборска хајка на вука је манифестација националног карактера веома атрактивног садржаје и богатог програма, која се тадиционална сваке зиме одржана на Златибору током фебруара месеца, од 1982. године. Хајка на вука има сложену организацију, због самог карактера лова и употребе оружја.

## Предуслови
Највећи предатор на прсторима Србује јесте вук, који је сврстава у једну од ретких европских земаља у којој се бројност вука повећава.  Њихова бројност није подједнака тако да у складу са овом чињеницом ни закон о ловству не третира ову врсту подједнако на свим територијама Републике Србије. У том смислу на територији АП Војводине вук је трајно заштићен, док је у централној Србији ван режима заштите, јер је на овим просторима бројност вука толика, да прави штету ловачким удружењима и појединим сеоским имањима.
Међу та подручја спада планина Златибор на којој је бројност вука толика да је редукција вукова и регулација природне равнотеже од стране човека неопходна. Хајка на вукове која се низ деценија уназад одржавала на овој планини, временом је добила проширивање садржаја и временом прерасла у традиционални Сабор ловаца на Златибору и Златибораку хајку на вука.

## Место и време одржавања манифестације
Највећи део Сабора одржава се у Чајетини, док се хајка на вука, организује на потезу између Чиготе и Муртенице.
На прогон вука креће се из више праваца – Драгалице, Јокине ћуприје, Водица, Беле Реке, Страже, Љубишке Превије и Борове Главе.

## Бројност учесника
По масовности Сабор ловаца Србије и „Златиборска хајка на вука“ је једна од највећих манифестација ове врсте у Србији, јер у њој учествује око 1.000 ловаца из целе Србије и мањи или већи број ловаца из иностранства. док локални ловци чине мањи део учесника и посетилаца.
Како је ловно стрељштво све популарније у Србији око 42% учесника (испитаника) изјавило је да управо због ловног стрељаштва долази на сабор ловаца на Златибору.
Рекордан број посетилаца на Сабору забележен је за време  „златног доба ” ловства у Србији и бившој Југославији, 1989. године када је у хајци учествовало чак 6.000. учесника.

## Карактер и перманентност одржавања  манифестације
Карактеристике Сабора
Осим економскок значаја, по свом садржају Сабор је манифеставија са израженим едукативним, културним, спортско-рекреатвним и етичким функцијама. Како је ово најважнија ловно-туристичка манифестација која има међународни карактер, функције и фактори ове манифестације имају одјека и преко граница Србије.
У оквиру Сабора одржавају се:
- бројна спортска такмичења у стрељаштву (од којих су најзначајније: покретна мета—силуета вука, непокретна мета—силуета срндаћа 200 m, глинени голубови-трап, кружна мета 400 m, куп „Први Партизан” Ужице, ваздушна пушка—ловачки подмладак),
- сам чин лова — Хајка на вука и Хајка на лисицу (као спортске манифестације са извесним елементима забавног карактера),
- изложбе ловачких трофеја,
- едукацију ловаца,
- научно-стручна саветовања,
- такмичења у ловном стрељаштву,
- припремање кулинарских специјалитете, на стрелишту, на коме се поставља ражањ за печење вола и спремају и други златиборски специјалитети,
- културно-уметнички и забавни програми, са незаобилазним наступима дувачких оркестара,
- презентација и продаја ловачког оружја и опреме и литаратуре,
- други програмски садржаји.

Перманентност одржавања
По перманентости одржавања Сабор ловаца и Хајка на вука представља једну од најстаријих манифестација на Златибору јер се традиционално одржава од 1982. године.

## Значај
Сабор има и национални и међународни значај, јер предстаља афирмисан и стандардан елемент туристичке понуде Златиборског округа, у оквиру које долазе ловци готово из свих крајева Србије, и  инострани ловци-туристи из околних земаља као што су Црна Гора, Босна и Херцеговина, Северна Македонија, Румунија, али и из оних удаљенијих  из Словеније, Немачке, Украјне.
По уложеним средствима и традиције коју има, Сабор даје релативно велике ефекте са становишта едукативне, културне, спортско-рекреатвне и туристичке функције јер повећања туристички промета и потрошњу.
Други по значају су промотивни ефекти читаве манифестације, који производе значајне туристичке ефекте, мада у новије време, услед деловања различитих друштава за заштиту животиња (вука) манифестација је донекле под утицајем контрапродуктивних ставова.
Ово је једна од ретких манифестације у Србији која је у финансијском смислу одржива, јер се делом самофинансира од котизације и других прихода.

## Мере безбедности
Организатори Сабора посебну пажњу посвећују безбедности свих учесника за време бројних садржаја у оквиру Сабора,па се тако пре почетка хајке сви учесници обавезно упознају са правилима понашања за време трајања самог лова, што има и „дубљи васпитни утицај јер ће многи ловци научено знање применити и у будућим хајкама или групним лововима.” 

## Програм Сабора
Први дан (четвртак)
- 15.00 h Дочек гостију, изложба ловачких трофеја - изложбено продајни штандови
- 20.00 h Отварање Сабора и коктел добродошлице у ресторану

Други дан (петак)
- 09.00 h Стрелиште “Зова” - 5 дисциплина
- Меморијал “Душан Бојовић” покретна мета (силуета вука)
- Меморијал “Славко Дондур” непокретна мета (силуета срндаћа)
- Меморијал “Др Војкан Јовановић” глинени голубови (“ТРАП”)
- КУП “Први Партизан” 400 м
- Ваздушна пушка ловачки подмладак
- Кинолошка манифестација ревијална смотра гонича
- Ловачки таблић
- 18.00 h Тематска предавања

Трећи дан (субота)
- 06.30 h Збор учесника лова на вука
- 07.00 h Полазак у лов
- 14.00 h Повратак из лова и заједнички ручак на стрелишту “Зова”
- 20.00 h Ловачки бал (музички програм, лутрија, проглашење победника)

Четврти дан (недеља)
- 08.00 h Традиционални лов лисице гоничима
- 12.00 h Испраћај гостију.

## Организатор
Хајку организује:
- Ловачко удружење Златибор,
- Ловачки савез  Србије,
- Туристичка организација Србије као један од координатора,
- локална самоуправа, као суфинансијер сабора.